# علم مقارنة اللغة والتاريخ

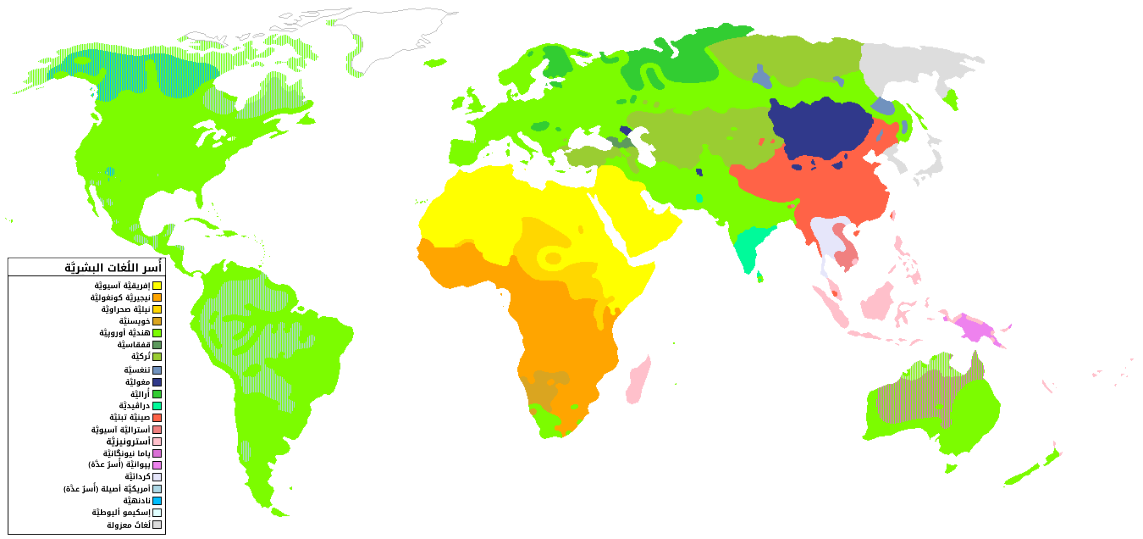

علم مقارنة اللغة والتاريخ (بالإنجليزية: Glottochronology)‏ هو فرع من المعجميات الإحصائية Lexicostatistics الذي يبحث في معدل استبدال حصيلة لغوية Vocabulary لمحاولة تحديد مقدار النسبة المئوية لحصيلتين لغويتين مختلفتان إلا أنهما ينتميان ويشتركان في لغتين وذلك باستخدام المعلومات التي يتم الحصول عليها لتقدير مدى ما توقفت عليه اللغة منذ فترة طويلة.